# سكوت تومسون
سكوت تومسون (بالإنجليزية: Scott Thomson)‏ هو ممثل أمريكي، ولد في 29 أكتوبر 1957 بكاليفورنيا في الولايات المتحدة. بدأ مشواره المهني سنة 1982.

## أعمال

### أفلام
- (1982) فاست تايمز آت ريدجمونت[1][2]
- (1984) أكاديمية الشرطة[3][4][5]

### مسلسلات
- شبح هامس

## وصلات خارجية
- سكوت تومسون على موقع IMDb (الإنجليزية)
- سكوت تومسون على موقع ألو سيني (الفرنسية)
- سكوت تومسون على موقع أول موفي (الإنجليزية)
- سكوت تومسون على موقع قاعدة بيانات الأفلام السويدية (السويدية)
- سكوت تومسون على موقع قاعدة بيانات الفيلم (الإنجليزية)